# آینیکابماخی
آینیکابماخی (به لاتین: Aynikabmakhi) یک منطقهٔ مسکونی در روسیه است که در داغستان واقع شده‌است.